# 铜川市
铜川市，古称铜官、同官，是中华人民共和国陕西省下辖的地级市，位于陕西省中部，渭河平原北部。市境东南界渭南市，西临咸阳市，北达延安市。地处关中盆地与黄土高原过渡带，地势西北高、东南低。主要河流有属石川河水系的沮河、漆水河和属洛河水系的白水河、清河等。全市总面积为3,885平方公里，人口約71万人，市人民政府驻耀州区正阳路9号。铜川是关中经济带的重要组成部分，是关中通往陕北的交通要道，素有“渭北之古邑，延南之旧戍”之称。铜川原先主要产业是煤炭，近年因面临资源枯竭而转型和迁移行政中心。

## 历史沿革

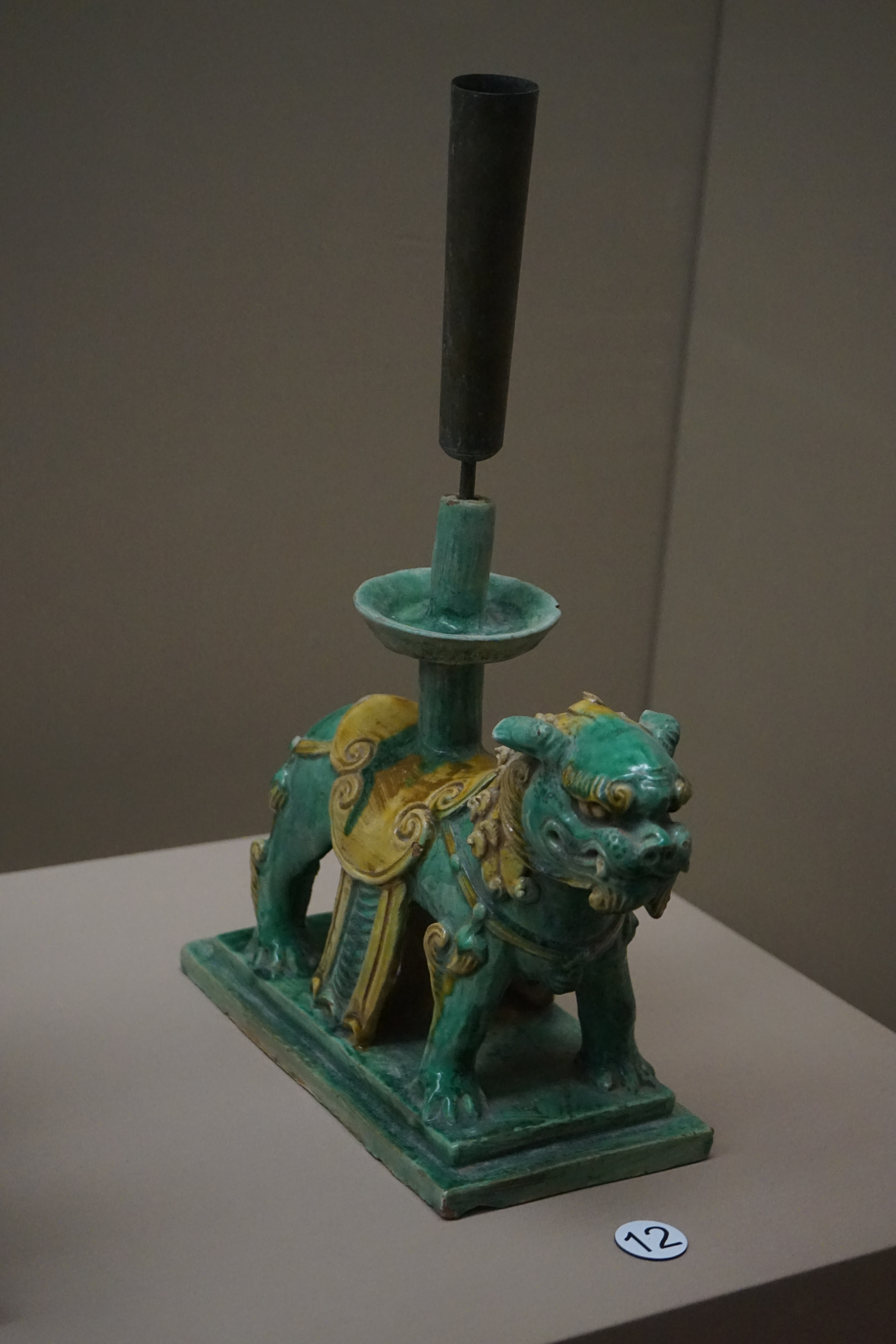
黄绿釉狮形琉璃烛插。明代。铜川市考古研究所藏

北魏太平真君七年（446年）设铜官县，属北地郡。北周建德四年（575年），改名同官县，属宜州。五代后唐同光三年（925年）起至清代，均隶属耀州。
民国35年（1946年），因同官县与“潼关”同音，治所又设在铜水之川，改称铜川县。1949年，同官县归三原分区行政督察专员公署领导。1950年，改属咸阳行政公署。1953年改由省人民政府直接领导。1958年4月5日，撤销铜川县，成立铜川市。同年11月，撤销富平县、耀县（今耀州区）建制，将两县的行政区域及宜君县部分并入铜川市。1961年恢复富平县、耀县建制，铜川市改属渭南行政公署。
1966年，铜川市再改为省辖市。1980年1月，将蒲城县的广阳、高楼河、阿庄、肖家堡4个乡和耀县划归铜川市，同年5月，设置城区、郊区。1983年10月，又将宜君县划归铜川市。1992年7月，建立铜川新区，并于1993年升为省级经济技术开发区。2000年3月，铜川市城区更名为王益区，铜川市郊区更名为印台区。2002年，撤销耀县，设立耀州区。2003年，市政府正式迁驻铜川新区正阳路。2009年3月，成为国务院公布的资源枯竭型城市。

## 地理

### 位置与交通
铜川位于陕西省中部，地处关中经济带，介于东经108°34′至109°29′、北纬34°50′至35°34′之间。距西安市区约68公里，西安至黄陵高速公路穿境而过，境内有咸铜铁路、梅七铁路两条支线铁路。

### 气候
铜川市属温带季风气候，一月平均气温-2.8°C，年均温10.8度，年平均降水量594mm。
| 1981–2010年间铜川市的平均气象数据 | 1981–2010年间铜川市的平均气象数据 | 1981–2010年间铜川市的平均气象数据 | 1981–2010年间铜川市的平均气象数据 | 1981–2010年间铜川市的平均气象数据 | 1981–2010年间铜川市的平均气象数据 | 1981–2010年间铜川市的平均气象数据 | 1981–2010年间铜川市的平均气象数据 | 1981–2010年间铜川市的平均气象数据 | 1981–2010年间铜川市的平均气象数据 | 1981–2010年间铜川市的平均气象数据 | 1981–2010年间铜川市的平均气象数据 | 1981–2010年间铜川市的平均气象数据 | 1981–2010年间铜川市的平均气象数据 |
| 月份                              | 1月                               | 2月                               | 3月                               | 4月                               | 5月                               | 6月                               | 7月                               | 8月                               | 9月                               | 10月                              | 11月                              | 12月                              | 全年                              |
| --------------------------------- | --------------------------------- | --------------------------------- | --------------------------------- | --------------------------------- | --------------------------------- | --------------------------------- | --------------------------------- | --------------------------------- | --------------------------------- | --------------------------------- | --------------------------------- | --------------------------------- | --------------------------------- |
| 平均高温 °C（°F）                 | 3.1 (37.6)                        | 6.4 (43.5)                        | 11.7 (53.1)                       | 18.7 (65.7)                       | 23.7 (74.7)                       | 27.9 (82.2)                       | 28.8 (83.8)                       | 27.0 (80.6)                       | 22.4 (72.3)                       | 16.8 (62.2)                       | 10.4 (50.7)                       | 4.8 (40.6)                        | 16.8 (62.3)                       |
| 日均气温 °C（°F）                 | −2.8 (27.0)                       | 0.5 (32.9)                        | 5.5 (41.9)                        | 12.1 (53.8)                       | 17.2 (63.0)                       | 21.4 (70.5)                       | 23.2 (73.8)                       | 21.7 (71.1)                       | 16.9 (62.4)                       | 11.0 (51.8)                       | 4.3 (39.7)                        | −1.3 (29.7)                       | 10.8 (51.5)                       |
| 平均低温 °C（°F）                 | −6.9 (19.6)                       | −3.6 (25.5)                       | 1.0 (33.8)                        | 6.7 (44.1)                        | 11.4 (52.5)                       | 15.7 (60.3)                       | 18.5 (65.3)                       | 17.5 (63.5)                       | 12.9 (55.2)                       | 6.9 (44.4)                        | 0.2 (32.4)                        | −5.1 (22.8)                       | 6.3 (43.3)                        |
| 平均降水量 mm（）                 | 6.6 (0.26)                        | 9.1 (0.36)                        | 21.1 (0.83)                       | 31.1 (1.22)                       | 52.3 (2.06)                       | 66.8 (2.63)                       | 115.7 (4.56)                      | 126.8 (4.99)                      | 92.9 (3.66)                       | 49.1 (1.93)                       | 17.1 (0.67)                       | 5.6 (0.22)                        | 594.2 (23.39)                     |
| 平均相對濕度（％）                | 57                                | 57                                | 59                                | 59                                | 62                                | 62                                | 74                                | 78                                | 78                                | 74                                | 66                                | 58                                | 65                                |
| 来源：中国气象数据网              |                                   |                                   |                                   |                                   |                                   |                                   |                                   |                                   |                                   |                                   |                                   |                                   |                                   |

### 自然资源
铜川拥有林地面积244.45万亩，牧草地152.07万亩。矿产资源丰富，其中煤炭储量30多亿吨，煤炭产量占全省总产量的三分之一。农业方面以苹果产量最佳，苹果种植面积40万亩。铜川水系属渭河水系，有石川河、洛河两条支流，水资源总量22042万立方米，其中地下水12607万立方米，已探明的地下水可开采量4494万立方米。

## 政治

### 现任领导
| 机构     | · 中国共产党 · 铜川市委员会 | 铜川市人民代表大会 常务委员会 | 铜川市人民政府    | · 中国人民政治协商会议 · 铜川市委员会 |
| 职务     | 书记                        | 主任                          | 市长              | 主席                                  |
| -------- | --------------------------- | ----------------------------- | ----------------- | ------------------------------------- |
| 姓名     | 郝光耀                      | 魏四新                        | 郝光耀            | 刘西林                                |
| 民族     | 汉族                        | 汉族                          | 汉族              | 汉族                                  |
| 籍贯     | 陕西省绥德县                | 陕西省渭南市                  | 陕西省绥德县      | 陕西省武功县                          |
| 出生日期 | 1971年9月（53歲）           | 1967年10月（57歲）            | 1971年9月（53歲） | 1966年7月（59歲）                     |
| 就任日期 | 2025年7月                   | 2022年4月                     | 2022年3月         | 2022年4月                             |

### 历任领导
| 市委（第一）书记 - 张少林（1958年5月－1958年11月） - 邓国忠（1958年11月－1961年8月） - 李顺天（1961年8月－1964年12月） - 郭长年（1964年12月－1966年8月） 市革命委员会核心小组组长 - 丁克（1968年5月－1971年6月） 市委书记 - 丁克（1971年6月－1973年8月） - 张铁民（1973年8月－1977年11月） - 陈平（1977年11月－1978年9月） - 马海忠（1978年10月－1979年2月） - 苏智（1979年2月－1981年10月） | - 董宜斋（1981年10月－1983年8月） - 阴汝平（1983年8月－1985年6月） - 赵含璘（1985年6月－1986年12月） - 支益民（1986年12月－1988年7月） - 潘莲生（1988年11月－2004年8月） - 王东峰（2003年1月－2004年8月） - 刘遵义（2003年1月－2004年8月） - 吴前进（2004年8月－2011年1月） - 冯新柱（2011年1月－2015年4月） - 郭大为（2015年4月－2018年3月） - 杨长亚（2018年3月－2020年9月） - 樊维斌（2020年9月－2022年8月） - 李九红（2022年8月－2025年7月） - 郝光耀（2025年7月－） | 市长 - 白占玉（1958年5月－1958年11月） - 张少林（1958年11月－1959年7月） - 郭景龙（1959年12月－1961年8月） - 张思聪（1961年9月－1963年3月） - 侯忠魁（1965年6月－1967年2月） 市革命委员会主任 - 丁克（1968年5月－1973年8月） - 张铁民（1973年8月－1977年12月） - 陈平（1977年12月－1978年9月） - 马海忠（1978年10月－1979年2月） - 苏智（1979年2月－1980年12月） 市长 - 董宜斋（1980年12月－1982年7月） | - 赵含璘（1982年7月－1985年7月） - 支益民（1985年7月－1987年2月） - 张洪涛（1987年2月－1990年2月） - 刘遵义（1990年2月－1996年4月） - 陈双全（1996年4月－2001年3月） - 李晓东（2001年3月－2003年2月） - 吴前进（2003年2月－2004年9月） - 冯新柱（2004年9月－2011年1月） - 王莉霞（2011年1月－2013年2月） - 郭大为（2013年2月－2015年4月） - 杨长亚（2015年4月－2018年4月） - 李智远（2018年4月－2022年3月） - 郝光耀（2022年3月－） |

### 行政区划
铜川市下辖3个市辖区、1个县。
- 市辖区：王益区、印台区、耀州区
- 县：宜君县

此外，铜川市设立铜川新区，享受省级经济技术开发区的优惠政策。

## 人口
2022年末，全市常住人口为70.5万人，城镇化率64.41%。
根据2020年第七次全国人口普查，全市常住人口为698,322人。同第六次全国人口普查的834,437人相比，十年共减少了136,115人，下降16.31%，年平均增长率为-1.77%。其中，男性人口为355,409人，占总人口的50.89%；女性人口为342,913人，占总人口的49.11%。总人口性别比（以女性为100）为103.64。0－14岁的人口为104,063人，占总人口的14.9%；15－59岁的人口为443,181人，占总人口的63.46%；60岁及以上的人口为151,078人，占总人口的21.63%，其中65岁及以上的人口为103,257人，占总人口的14.79%。居住在城镇的人口为444,612人，占总人口的63.67%；居住在乡村的人口为253,710人，占总人口的36.33%。

### 民族
全市常住人口中，汉族人口为695,615人，占99.61%；各少数民族人口为2,707人，占0.39%。与2010年第六次全国人口普查相比，汉族人口减少135,979人，下降16.35%，占总人口比例下降0.05个百分点；各少数民族人口减少136人，下降4.78%，占总人口比例增加0.05个百分点。

## 经济
全市经济以工业为主，传统产业为煤炭开采，全市煤炭年产量超过2000万吨，王益区工人文化宫是矿工文化的承载地，是老铜川的记忆符号，项目内店铺商品琳琅满目，拥有有轨观光小火车、电玩游戏厅。水泥产业亦是重要支柱。近年正积极发展电力电源、装备制造、食品、医药等新兴产业，并引进了华能国际电力等大企业。

## 交通运输
- 210国道过境。

2014年全社会客运量1823万人，货运量4598万吨。民用车辆拥有量122763辆，其中载客汽车50616辆、载货汽车11462辆、其他汽车7230辆；摩托车43692辆；拖拉机8351辆；挂车1412辆。

## 全国重点文物保护单位
- 药王山石刻
- 黄堡镇耀州窑遗址
- 玉华宫遗址
- 耀县文庙
- 神德寺塔
- 祋祤宫遗址
- 重兴寺塔
- 延昌寺塔
- 宜君石窟群
- 陕甘边照金革命根据地旧址

## 友好城市

### 国内
- 广东省湛江市
- 山东省烟台市
- 江苏省徐州市
- 福建省泉州市
- 内蒙古自治区乌海市

### 国外
- 大韩民国庆尚北道奉化郡